# Haematopota latebricola
Haematopota latebricola är en tvåvingeart som beskrevs av Austen 1925. Haematopota latebricola ingår i släktet Haematopota och familjen bromsar.
Artens utbredningsområde är Turkiet. Inga underarter finns listade i Catalogue of Life.